# 配對 (同人)
配对（日语：カップリング, カプ,CP），是在同人创作活动中，表示角色之间恋爱关系的词语。以男同性恋（Yaoi、耽美）创作、女同性恋（百合）为首，异性恋也被使用。
在英语世界中，它被称为，源自，意思是“关系”，意思是“粉丝们希望两个或更多的人能够建立起一种浪漫或性关系，无论是现实生活中的人还是虚构的人物（电影、文学、电视连续剧等）”，这样的粉丝被称作。

## 概要
表示“角色之间的恋爱关系”或者“在脑中想象角色的恋爱关系”的词。配对（Coupling）略写为「CP」。异性的或者同性的关系都可以使用。在男女配对的时候，称为「男女CP」。在「男×女」的时候，因为是一般向的配对（Normal Coupling）略写为「NC」或「NL」（Normal Love）。 「男×男」、「女×女」的情况，略写为「AC」（Abnormal Coupling），在英文圈中則較常使用Shipping一詞。
比起中文或者是日文單純用角色名字組合來稱呼CP，英文圈往往會發揮更多創意來替CP命名。例如《神奇寶貝》的小智與莎莉娜（セレナ）的配對，中文簡稱作智莎、智娜或智瑟，日文拼組為サトセレ（サトシ和セレナ），英文則稱作AmourShipping。由於是創意命名，英文圈各個CP的命名皆是經由粉絲間的默契廣泛共認的。
主要是使用在对漫画、动画、游戏的角色进行的二次创所中，偶尔也使用在原创角色或者真实世界的偶像身上。通常十分熱門的都是原作中確實有意撮合的配對，但也有些只是較常互動而受到廣大粉絲們的喜愛；後者也經常包含BL（Boys' Love）或GL（Girls' Love）的要素（儘管有時原作並無此意，或只是刻意要營造此種曖昧），亦稱為「腐向CP」。

## 表示方法
通常用「某某（角色名）×某某（另一角色名）」来表示，中間的「×」不發音；在海外，也會用斜杠「/」表示與「×」相同的意思。
中文圈习惯使用「×」，「×」前后分攻受。但是在海外（特指英语圈），斜杠「/」的前后仅代表配对相关人物，而没有分攻受这一说法。在英语圈「×」被赋予了和「/」同样的意义，仅代表配对相关人物，而没有攻受关系。
在表示非戀愛關係的組合時，會使用「+」来代替「×」，在單相思的情況下，用「→」来表示方向等等，对准确的表示关系很有讲究。例如，「A×B←C」表示A和B是恋人，同时C对B有好感，而「A→B←C」表示A和C在为了得到B而竞争。

### 男男关系
对于男男关系，一般书面表达是「某某（攻）×某某（受）」，攻写在受之前，位置不能互换。
存在「甲×乙×甲」这种格式，这表示該CP里面有一定程度的可逆性，即存在「反攻為受」或「反受為攻」的可能。

### 女女关系
而对于女女关系，一般书面表达是「某某（顶）×某某（底）」，顶写在底之前，位置不能互换。
存在「甲×乙×甲」这种格式，这表示该CP里面有一定程度的可逆性，即存在「反顶为底」或「反底为顶」的可能。

## 作为调侃对象出现在动画中
在动画《俗·绝望先生》第7集中，「配对中毒女」藤吉晴美在一个电视节目中说：「如果是pine和apple的配对的话，就是『pine×apple』。」之后观众反应冷淡，于是她接着说：「果然『apple×pine』才是主流。」

## 外部連結
- 124 Lucy Lawless Things That'll Make You Think （页面存档备份，存于）
- Girl Culture: Studying girl culture : a readers' guide （页面存档备份，存于）
- 腐女們小心！腐意驚人的動漫配對名單出爐 | ETtoday遊戲雲 | ETtoday新聞雲 （页面存档备份，存于）